# Guillermo Centurión
Guillermo Centurión (Young, Uruguay, 23 de julio de 2001) es un futbolista uruguayo que se desempeña en la posición de arquero y actualmente se encuentra sin equipo.

## Clubes
| Club                 | País    | Año         |
| -------------------- | ------- | ----------- |
| Nacional             | Uruguay | 2019 - 2021 |
| Villa Española       | Uruguay | 2021        |
| Nacional             | Uruguay | 2022        |
| Cerro                | Uruguay | 2023        |
| Recreativo de Huelva | España  | 2023 - 2025 |

## Estadísticas
Actualizado al último partido vs. Atlético Nacional el 28 de abril de 2021
| Club               | Div           | Temporada     | Liga  | Liga | Copas nacionales | Copas nacionales | Torneos internacionales | Torneos internacionales | Total | Total |
| Club               | Div           | Temporada     | Part. | GC   | Part.            | GC               | Part.                   | GC                      | Part. | GC    |
| ------------------ | ------------- | ------------- | ----- | ---- | ---------------- | ---------------- | ----------------------- | ----------------------- | ----- | ----- |
| Nacional · Uruguay | 1ª            | 2018          | 0     | 0    | 0                | 0                | 0                       | 0                       | 0     | 0     |
| Nacional · Uruguay | 1ª            | 2019          | 0     | 0    | 0                | 0                | 0                       | 0                       | 0     | 0     |
| Nacional · Uruguay | 1ª            | 2020          | 1     | 0    | 0                | 0                | 0                       | 0                       | 0     | 0     |
| Nacional · Uruguay | 1ª            | 2021          | 0     | 0    | 0                | 0                | 2                       | 6                       | 0     | 0     |
| Nacional · Uruguay | Total club    | Total club    | 1     | 0    | 0                | 0                | 2                       | 6                       | 3     | 6     |
| Total carrera      | Total carrera | Total carrera | 1     | 0    | 0                | 0                | 2                       | 6                       | 3     | 6     |

## Palmarés

### Títulos nacionales
| Título                  | Club     | País    | Año  |
| ----------------------- | -------- | ------- | ---- |
| Torneo Clausura         | Nacional | Uruguay | 2019 |
| Campeonato Uruguayo     | Nacional | Uruguay | 2019 |
| Torneo Intermedio       | Nacional | Uruguay | 2020 |
| Campeonato Uruguayo (2) | Nacional | Uruguay | 2020 |
| Supercopa Uruguaya      | Nacional | Uruguay | 2021 |
| Torneo Intermedio       | Nacional | Uruguay | 2022 |